# Баллек, Ладислав
Ладислав Баллек (2 апреля 1941, Тераны — 15 апреля 2014) — чехословацкий и словацкий писатель, политик и дипломат.

## Биография
Детство провёл в городах Дудинце и Шаги. В 1959—1963 годах учился на педагогическом факультете в Банска-Бистрице, изучал словацкий язык, историю и искусствоведение. После служил в армии, затем был учителем в начальной школе в Хабовке. В 1966 году был принят на работу на радио Банска-Бистрицы в качестве редактора. В 1968—1972 годах заведовал отделом культуры в ежедневной газете «Смер». С 1972 года работает в Братиславе: сначала стал редактором издательства «Словацкий писатель», с 1977 года заведовал литературным отделом министерства культуры Словацкой республики. С 1980 года — заместитель директора Словацкого литературного фонда, в 1984—1989 годах — секретарь Союза словацких писателей. В 1992—1994 годах был депутатом Национального совета Словакии от Партии демократических левых, преподавал на факультете образования в Нитре и педагогическом университете Коменского в Братиславе. В 1998 году неудачно баллотировался на пост президента Словакии. С 2001 по 2008 годы был послом Словакии в Чехии.
Впервые начал писать ещё в университетские годы, первый рассказ опубликовал в 1964 году, спустя три года — первый роман. В 1970-е годы стал достаточно известным в Словакии писателем. В 1980 году получил Национальную премию Словацкой республики, в 1982 — звание заслуженного деятеля искусств.